# Catharina Elisabeth Boldewina van Dedem
Catharina Elisabeth Boldewina barones van Dedem, ook bekend onder de naam Elisabeth Lecky, (Deventer, 15 april 1842 – Londen, 23 mei 1912) was een Nederlands publiciste.
Van Dedem was een lid van het geslacht Van Dedem en een dochter van luitenant-generaal Willem Karel Jan baron van Dedem (1808-1887) en Anna Philippina Catharina
barones Sloet van Hagensdorp (1816-1864). Zij was een zus van burgemeester Willem Karel van Dedem. Zij trouwde in 1871 met William Edward Hartpole Lecky (1838-1903), publicist en lid van het Britse Lagerhuis; uit dit huwelijk werden geen kinderen geboren.
Van Dedem redigeerde, onder de naam Mrs. Elisabeth Lecky, in 1900 de mémoires van haar verre verwant generaal Anthony Boldewijn Gijsbert van Dedem (1777-1825). In 1909 publiceerde zij herinneringen aan haar man. Zij publiceerde daarnaast verscheidene artikelen over historische en politieke onderwerpen in tijdschriften.